# Rajčinoviće
Rajčinoviće (izvirno srbsko Рајчиновиће) je naselje v Srbiji, ki upravno spada pod Mesto Novi Pazar; slednja pa je del Raškega upravnega okraja.

## Demografija
V naselju živi 361 polnoletnih prebivalcev, pri čemer je njihova povprečna starost 30,8 let (30,6 pri moških in 31,1 pri ženskah). Naselje ima 112 gospodinjstev, pri čemer je povprečno število članov na gospodinjstvo 4,79.
|  |

| Demografija | Demografija     | Demografija     |
| Leto        | Št. prebivalcev | Št. prebivalcev |
| ----------- | --------------- | --------------- |
|             |                 |                 |
|             |                 |                 |
|             |                 |                 |
|             |                 |                 |
| 1948        | 416             |                 |
| 1953        | 444             |                 |
| 1961        | 485             |                 |
| 1971        | 491             |                 |
| 1981        | 510             |                 |
| 1991        | 598             | 584             |
| 2002        | 618             | 537             |
|             |                 |                 |

| Etnična sestava po popisu iz leta 2002 | Etnična sestava po popisu iz leta 2002 | Etnična sestava po popisu iz leta 2002 | Etnična sestava po popisu iz leta 2002 | Etnična sestava po popisu iz leta 2002 |
| -------------------------------------- | -------------------------------------- | -------------------------------------- | -------------------------------------- | -------------------------------------- |
| Bošnjaki                               | Bošnjaki                               |                                        | 529                                    | 98,51%                                 |
| Srbi                                   | Srbi                                   |                                        | 8                                      | 1,48%                                  |
| Neznano                                | Neznano                                |                                        | 0                                      | 0,0%                                   |